# Natasha Hamilton
Natasha Maria Hamilton (Liverpool, 17 de julho de 1982) é uma cantora, compositora e atriz inglesa, que faz parte do grupo feminino Atomic Kitten.

## Biografia
Hamilton cresceu em Kensington, Liverpool, e começou a cantar a partir de 12 anos de idade num pub local chamado Starlight Show Group, interpretando canções de Marvin Gaye, Barry White e Quincy Jones. Depois que Heidi Range saiu do Atomic Kitten, Hamilton foi convidada a substituí-la, o que aconteceu em maio de 1999.
Em 2002, teve um relacionamento com o empresário da noite irlandês Fran Cosgrave, com quem teve seu primeiro filho, Josh. Em 2003, participou de uma turnê mundial das Atomic Kitten, levando consigo o bebê. No mesmo ano, ganhou o prêmio Rear of the Year (a bunda do ano), promovido por uma marca de jeans. Em dezembro de 2004 teve um segundo filho, Harry, com o dançarino Gavin Hatcher.
Após o hiato do Atomic Kitten em 2004, Natasha anunciou em 2006 estar iniciando uma carreira solo, mas seu álbum de estreia (que se chamaria "In your love") não foi lançado até o final de 2009. O grupo Atomic Kitten não lança um álbum novo desde 2003, mas ainda se reúne para apresentações esporádicas. Em 2005, Natasha fez "backing vocals" para o álbum Footprints, primeiro trabalho solo de Holly Valance, sua prima e ex-colega de Atomic Kitten.
A carreira de Natasha Hamilton como atriz também sofreu contratempos. Em 2008 ela chegou a anunciar que faria parte do elenco da telenovela britânica "Coronation street", o que não chegou a acontecer. Em dezembro de 2009, estreou como Peter Pan num espetáculo de pantomima inglês. Mas a produção teve que contratar uma dublê para as cenas de voo, ao saber que Natasha estava grávida de seu terceiro filho, agora do empresário Riad Erraji, e que nasceu em junho de 2010.
Em 18 de outubro de 2012, foi anunciado que a formação original do Atomic Kitten (McClarnon, Katona e Hamilton) se reuniria para uma série do ITV2 junto com outros cinco grupos pop de sua época, 911, Honeyz, B*Witched, Five e Liberty X. Jenny Frost não estará envolvida porque ela estava esperando gêmeos, naquele momento.
Desde 2013, Hamilton estave namorado Ritchie Neville integrante do Five. Os dois fizeram parte do programa The Big Reunion do ITV2 no mesmo ano. Em abril de 2014, um ano mais tarde, Hamilton anunciou que estaria esperando um bebê, uma menina com Neville. Natasha deu à luz a menina, Ella Rose em 23 de setembro de 2014. Em março de 2016, Natasha e Ritchie anunciaram que haviam se separado.

## Discografia
Com Atomic Kitten

### Álbuns de estúdio
- Right Now (2000)
- Feels So Good (2002)
- Ladies Night (2003)